# Géry Moutier
Pour les articles homonymes, voir Moutier (homonymie).
 (septembre 2019).
Si vous disposez d'ouvrages ou d'articles de référence ou si vous connaissez des sites web de qualité traitant du thème abordé ici, merci de compléter l'article en donnant les références utiles à sa vérifiabilité et en les liant à la section « Notes et références ».
Géry Moutier, né le 13 mai 1957, est un pianiste et pédagogue français.

## Biographie
Né en Normandie en mai 1957, Géry Moutier explore le piano dès l’âge de quatre ans, auprès d'une mère éprise de littérature et d'un père -diplômé de l’Institut Van Der Kelen- passionné de peinture et d’architecture. Remarqué par Tasso Janopoulo (partenaire de Jacques Thibaud), il s'immerge dans le monde de la chanson poétique du Paris des années soixante. Il joue à onze ans au théâtre des Champs-Élysées avec l’Orchestre national d'Île-de-France puis avec l’Orchestre national de France. Reçu à treize ans au Conservatoire national supérieur de musique de Paris (piano et musique de chambre, écriture), Géry Moutier étudie d'abord auprès de Lucette Descaves. Elle lui traduit l’héritage d’Yves Nat, sa connaissance de la musique française, et l’invite à travailler au plus près des compositeurs vivants. Il explore le répertoire de la musique de chambre auprès de Jean Hubeau et de Geneviève Joy-Dutilleux. Après ses Premiers Prix, il est reçu en cycle de perfectionnement où Reine Gianoli l’initie à l'univers Schumannien et lui transmet son attachement - reçu d’Edwin Fischer - à l’œuvre de Jean-Sébastien Bach. Elle le présente à Paul Badura-Skoda. Les rencontres de György Sebök, de Dmitri Bashkirov, puis le travail avec de nombreux chefs d’orchestre et compositeurs déterminent son avenir.
Lauréat du Concours international de Cleveland, et Prix Marguerite-Long, il est reçu le jour de ses dix-neuf ans interprète soliste à Radio-France. Il est sollicité par Aldo Ciccolini pour l’assister au CNSMD de Paris où il devient à 22 ans le plus jeune enseignant permanent. Élu aux instances du conservatoire, il est associé à la réflexion concernant le transfert de l’établissement à La Villette. Professeur et coordinateur des claviers au conservatoire à rayonnement régional de Reims, Géry Moutier prend ensuite la direction du conservatoire à rayonnement communal de Maisons-Alfort pendant sept ans, où il rassemble l’équipe pédagogique autour du lien entre éducation et culture, primordial pour l'épanouissement de l'enfant, et il conduit la programmation musicale du Théâtre et de la bibliothèque de cette même ville.
Il revient à l'enseignement supérieur en 1997 comme professeur permanent au Conservatoire national supérieur de musique de Lyon où il fonde et développe le département claviers. Il participe à de grandes académies en Europe et en Asie, est l'invité en master classes de grandes universités et conservatoires où il encourage inlassablement les jeunes musiciens dans leur vocation et leur exigence de partage, souvent jusqu'aux meilleures récompenses internationales. Il faut signaler que plusieurs premiers Prix du Concours International d’Orléans Piano XXe siècle (dont Florence Cioccolani, Wilhem Latchoumia, Maroussia Gentet), issus de sa classe au CNSMD de Lyon, illustrent son engagement pour la création contemporaine.
Ses concerts l’ont conduit à Rome (notamment à la Villa Médicis), Prague, Moscou, Budapest, Vienne, Montréal, Séoul etc. Géry Moutier a partagé la scène avec Gérard Jarry, Olivier Charlier, Raphaël Oleg, Boris Garlitsky, Amy Flammer, Roland Daugareil, Laurent Korcia, Dong Suk Kang, Gérard Poulet, Tasso Adamopoulos, Bruno Pasquier, Pierre-Henri Xuereb, Michel Michalakakos, Gary Hoffman, Roland Pidoux, Philippe Muller, Alain Meunier, Jacques Di Donato, Alain Marion, Vincent Lucas, Philippe Pierlot, et avec les quatuors Rosamonde, Ludwig et Castagneri.
Géry Moutier est nommé à partir du 1er septembre 2009 directeur du Conservatoire national supérieur de musique et de danse de Lyon, direction du CNSMD qu'il quitte en octobre 2018 au terme de trois mandats successifs. Tout en mettant la formation par la scène au cœur des cursus, il y a développé le Doctorat de Musique Recherche et Pratique, les programmes internationaux de création artistique InMics et CoPeCO, de nombreux partenariats professionnels en production et en diffusion (grands festivals, orchestres, opéra, compagnies, centres de création, CCN, Biennales), le renouvellement des formes de la création musicale et scénique avec d’autres écoles d’Art (ENSATT, École nationale supérieure des beaux-arts de Lyon, CinéFabrique et École nationale supérieure d'architecture de Lyon), et des liens profonds, intellectuels et pratiques, avec des grandes écoles scientifiques et en sciences sociales (cofondateur du Collège des hautes études Lyon sciences avec l'École normale supérieure de Lyon, l'Institut d'études politiques de Lyon, l'École centrale de Lyon et VetAgro Sup).
Géry Moutier a fait approuver le projet d’extension immobilière de l’établissement, fait voter la généralisation de la formation à la médiation au profit de tous les étudiants ainsi que l’une des premières chartes Égalité F/H des établissements du ministère de la Culture.
Depuis octobre 2021, Géry Moutier est directeur général du conservatoire à rayonnement régional de Lyon.
Père de quatre enfants, dont le tromboniste Nicolas Moutier, Géry Moutier est marié à Hélène Bouchez, cheffe d’orchestre.

## Décorations
En août 2018, Géry Moutier est nommé au grade d'officier de l'ordre des Arts et des Lettres au titre de « Directeur du Conservatoire national supérieur de musique et de danse de Lyon ».

## Pour approfondir